# Саид, Каис
Каи́с Са́ид (араб. قيس سعيد‎; род. 22 февраля 1958, Тунис, Тунис) — тунисский юрист, политический и государственный деятель. Президент Туниса с 23 октября 2019 года.
Владеет французским языком. В прессе, ещё до избрания президентом, получил прозвище «Робокоп» из-за специфической мимики и дикции, а также эмоциональной выдержки: в 2013 году стало вирусным видео с участием Саида, сохранившего абсолютное спокойствие, когда во время съёмок в телевизионной студии началось землетрясение.

## Биография

### Ранние годы
Родился 22 февраля 1958 года в городе Тунис в семье, принадлежащей к среднему классу.

### Научная карьера
Получил диплом DEA по международному публичному праву на факультете права и политологии Тунисского университета, окончил Международную академию конституционного права в Тунисе и Международный институт гуманитарного права в Сан-Ремо. В 1986 году начал преподавать на факультете права, экономических наук и политологии Сусского университета, с 1999 года преподавал на факультете юридических, политических и общественных наук Тунисского университета. С 1994 по 1999 год возглавлял отделение публичного права на факультете права, экономических наук и политологии Сусского университета, член научного совета и правящего совета Международной академии конституционного права с 1997 года, президент Тунисского центра конституционного права за демократию.
Одним из первых осудил 14 января 2011 года, в день поспешного отъезда Бен Али из Туниса, премьер-министра Мохаммеда Ганнуши, объявившего о временном принятии полномочий президента.
После революции 2011 года вошёл в экспертный комитет по подготовке проекта новой конституции.
С 2011 года получил широкую известность благодаря многочисленным выступлениям по радио и телевидению в качестве эксперта, приглашённого высказать свое мнение по вопросам, касающимся конституционного права или другого. Активно высказывался о первых шагах тунисской демократии во время разработки проекта конституции, принятой в январе 2014 года.

### Президентские выборы 2019 года
После смерти 92-летнего президента Эс-Себси, скончавшегося 25 июля 2019 года за 5 месяцев до окончания пятилетнего срока президентских полномочий, очередные президентские выборы в Тунисе были перенесены с 17 ноября на 15 сентября первый тур и с 24 ноября на 13 октября второй тур.
2 сентября Каис Саид начал свою предвыборную кампанию с открытых встреч с гражданами в городе Манубе провинции Мануба под лозунгом «Воля народа». Его программа включала новое видение децентрализации политической и административной власти посредством внесения поправок в ряд законов. Он также объявил, что предложит законодательные инициативы в области окружающей среды, сельского хозяйства, образования.
15 сентября 2019 года по итогам первого тура президентских выборов, на которые Саид пошёл в качестве независимого кандидата, он неожиданно добился наилучшего результата (18,8 %) и вместе с представителем созданной незадолго до выборов партии Сердце Туниса Набилем Каруи (15,7 %) вышел во второй тур. К этому времени Саид завоевал репутацию неординарного политика: отказался от бюджетных средств на финансирование своей кампании, хотя имел на них законное право, а залоговую сумму 10 000 динаров (около 3000 евро), необходимую для регистрации кандидатом, собрал среди членов своей семьи. Его консервативные взгляды некоторые наблюдатели оценивают как салафистские, а его успех зачастую объясняют разочарованием общества в традиционном политическом классе страны.
В состав небольшой команды избранного президента вошёл известный левыми убеждениями Рида Мекки, а одним из важнейших пунктов программы Саида является радикальное изменение политической системы Туниса. Он предлагает отказаться от прямых выборов в национальный парламент, перейдя к трёхуровневой демократической модели, где напрямую избираются только депутаты муниципальных органов власти, причём на основании оценки избирателями их личных качеств, а не по факту принадлежности к той или иной политической партии. В этой системе муниципальные депутаты должны сформировать парламенты провинций, а те в свою очередь делегировать парламентариев на общенациональный уровень. Однако, такого рода фундаментальная конституционная реформа должна получить одобрение двух третей существующего парламента — Собрания народных представителей Туниса, в котором ни одна из партий по итогам выборов 6 октября 2019 года не получила абсолютного большинства мест.
20 сентября умеренная исламистская Партия возрождения объявила о поддержке кандидатуры Саида во втором туре президентских выборов.
14 октября 2019 года избирательная комиссия объявила о победе Каиса Саида во втором туре президентских выборов, состоявшемся 13 октября. По официальным данным, его поддержали 72,71 % избирателей, при явке на уровне 55 %. Набиль Каруи признал своё поражение. По данным опроса, проведённого социологической службой Sigma, среди избирателей в возрастной категории от 18 до 25 лет за Саида проголосовали около 90 %, а в группе старше 60 лет — 49,2 %. The Telegraph опубликовала мнения экспертов, согласно которым на руку Саиду сыграло именно отсутствие у него партии и хорошо финансируемой предвыборной кампании, что способствовало созданию образа честного и неподкупного человека, способного провести в жизнь эффективную антикоррупционную программу. Во внешней политике приоритетами нового президента были заявлены соседи Туниса по континенту — Алжир и Ливия, а характер будущих отношений с Западом на момент избрания оставался неясным.

### Во главе страны
Вступил в должность президента Туниса 23 октября 2019 года. Является первым президентом страны, который родился после провозглашения независимости Туниса.
15 ноября 2019 года Саид поручил представителю Партии возрождения, мало известному в политических кругах шестидесятилетнему инженеру и агроному Хабибу Джемли, сформировать правительство.
6 января 2020 года Свободная конституционная партия осудила молчание президента Саида после сделанного 26 декабря 2019 года заявления президента Турции Эрдогана о достигнутом согласии в оказании поддержки ливийскому правительству национального согласия во главе с Фаизом Сараджем. Кроме того, стало известно о тайном визите Эрдогана в Тунис 25 декабря. По мнению этой светской партии, ввод турецких войск в охваченную гражданской войной Ливию представляет опасность для Туниса, поскольку боевые действия могут распространиться на его территорию.
10 января 2020 года парламент не утвердил состав сформированного Джемли правительства («за» проголосовали 72 депутата, «против» — 139).
20 января 2020 года Саид поручил формирование нового правительства бывшему министру финансов Элиасу Фахфаху.
27 февраля 2020 года парламент большинством 129 голосов против 77 при одном воздержавшемся проголосовал за доверие правительству Фахфаха.
15 июля 2020 года премьер по требованию Саида подал в отставку после вынесения парламентом вотума недоверия правительству.
25 июля 2020 года Саид поручил министру внутренних дел Хишаму Машиши сформировать новое правительство, 2 сентября 2020 года парламент утвердил новый состав правительства, и Машиши вступил в должность премьер-министра.
В апреле 2021 года Саид посетил с трёхдневным официальным визитом Египет.
16 и 17 июня 2021 года находился с визитом в Италии, проведя переговоры с президентом Маттареллой и премьер-министром Марио Драги.

### Президентские выборы 2024 года
Саид объявил, что будет баллотироваться на второй президентский срок на президентских выборах в Тунисе 2024 года, назначенных на 6 октября. 7 октября 2024 года избирательный орган объявил результаты, по которым Каис Саид был переизбран президентом Туниса, набрав 90,69 % голосов.

### Принятие чрезвычайных полномочий
25 июля 2021 года после одного дня уличных протестов против политики исламистской Партии возрождения Саид в выступлении по телевидению объявил о принятом им на основании 80-й статьи Конституции решении «ради спасения Туниса — государства и тунисского народа» отстранить премьер-министра Хишама Машиши от должности и сосредоточить всю исполнительную власть в своих руках, а также приостановить на месяц работу парламента (как уточнил Саид в ответ на уличные манифестации своих сторонников с требованием распустить парламент, Конституция не наделяет его таким правом). Партия возрождения осудила действия президента, назвав их государственным переворотом. Аналитики объясняют события двойным экономическим и санитарным кризисом в стране: на фоне эпидемии COVID-19 (в Тунисе с населением 12 млн человек умерли 18 тысяч, что делает уровень смертности от коронавирусной инфекции здесь одним из наиболее высоких в мире) возник политический кризис из-за противостояния президента Саида со спикером парламента Рашидом Аль-Ганнуши, лидером Партии возрождения. По официальным данным уровень безработицы составляет 18 %, но в прессе и в социальных сетях распространяются утверждения о реальной цифре около 40 %. В 2014—2015 годах около 8 тысяч тунисцев приняли участие в боевых действиях в Сирии на стороне Исламского государства.
26 июля армейские подразделения, оцепившие здание парламента, не пропустили в него Аль-Ганнуши, пытавшегося пройти на своё рабочее место, и на площади перед зданием началось противостояние сторонников президента и парламента. В этот же день Саид объявил об увольнении министра обороны Брахима Бартаги и официального представителя правительства Хасны Бен Слиман, также временно исполнявшей обязанности министра юстиции.
27 июля Саид ввёл на месяц комендантский час с 7 часов вечера до 6 часов утра и запретил собрания в общественных местах с количеством участников более трёх человек.
29 июля президент назначил министром внутренних дел своего советника по национальной безопасности Ридху Гарсаллауи, а накануне заявил, что 460 предпринимателей, заподозренных Комиссией по расследованию коррупции при режиме президента Бен Али в хищении государственных средств, должны вернуть в казну 4 млрд евро.
31 июля международные правозащитные организации, в том числе Human Rights Watch, сообщили об арестах нескольких депутатов парламента из Партии возрождения, а также независимого депутата Ясина Айяри, в отношении которого в 2018 году после публикации в Facebook критического материала об армии военный суд вынес решение об аресте на два месяца (оно не выполнялось из-за депутатского иммунитета Айяри).
24 августа 2021 года Саид объявил о продлении приостановки работы парламента впредь до нового распоряжения.
28 августа организация Amnesty International призвала президента Саида снять запрет на выезд определённых категорий граждан Туниса за границу, назвав эту меру незаконной. Официально запрет установлен только для депутатов парламента на период действия особого положения, но по сведениям правозащитников на практике произвольно применяется к другим лицам, например к предпринимателям.
22 сентября 2021 года Саид своим указом расширил собственные законодательные и исполнительные полномочия, зафиксировав право главы государства утверждать законопроекты указами после одобрения их правительством и сделав Кабинет подотчётным институту президентства, а не парламенту. Одновременно он расформировал созданный в 2014 году орган конституционного контроля.
29 сентября 2021 года Саид поручил формирование правительства Нажле Буден.
11 октября утверждённое указом президента правительство Буден, было приведено к присяге, а сама она стала первой женщиной на посту премьер-министра в истории Туниса. В новый Кабинет вошли 29 министров, из них по меньшей мере 9 женщин. Партия возрождения назвала процедуру назначения правительства антиконституционной.

### Подготовка реформ
1 января 2022 года в Тунисе начался «всенародный опрос» онлайн (две трети населения страны имеют доступ к Интернету), по итогам которого должны быть подготовлены поправки к Конституции и разработан новый избирательный закон. В случае его утверждения на референдуме выборы нового парламента должны пройти в декабре 2022 года. Согласно социологическому исследованию института Гэллапа 76 % населения поддерживает политику президента Саида, а самой популярной политической силой с уровнем поддержки около 70 % является Свободная дестурийская партия.
6 февраля 2022 года Каис Саид объявил о роспуске Высшего совета магистратуры, к ведению которого относилось назначение судей и обеспечение нормального функционирования судебной системы. Президент выдвинул против ВСМ обвинения в пристрастности и обслуживании частных интересов.
25 июля 2022 года состоялся референдум по проекту новой конституции, предусматривающей переход Туниса к режиму президентской республики. При явке на уровне чуть выше 30 % избиратели поддержали проект подавляющим большинством (94,6 %). По мнению противников президента, новая конституция наделяет главу государства фактически неограниченными полномочиями и может легко разрушить демократию, возникшую в ходе тунисской революции 2011 года.
29 января 2023 года состоялся второй тур парламентских выборов, явка на которых составила 11 % (на первом туре в декабре 2022 года явка была около 8,8 %).

## Взгляды
В октябре 2019 года «Аль-Джазира» сообщала, что Каис Саид является сторонником смертной казни (в Тунисе действует мораторий), нетерпим к ЛГБТ и выступает против равного права наследования для мужчин и женщин (согласно исламскому праву, дочь наследует вдвое меньше сына). С предложением о реформе законов о наследовании выступал президент Эссебси.
Выступает против нормализации отношений с Израилем, назвав в ходе теледебатов любую инициативу в этом направлении государственной изменой.

## Личная жизнь
Каис Саид женат на Ихраф Хебил (Ichraf Chebil), занимающей должность судьи. Ихраф не играла заметной роли в президентской кампании мужа.
У супругов трое детей: сын Амру (араб. عمرو‎) и две дочери: Сара (араб. سارة‎) и Муна (араб. منى‎).